# DFC
DFC (Decorrelated Fast Cipher) — блочный симметричный криптоалгоритм, созданный в 1998 году совместно криптографами Парижской Высшей нормальной школы, Национального центра научных исследований (CNRS) и телекоммуникационного гиганта France Telecom под руководством известного криптолога Сержа Воденэ, специально для участия в конкурсе AES. Относится к семейству PEANUT (Pretty Encryption Algorithm with n-Universal Transformation) шифров.

## Общая структура
DFC — блочный шифр с длинной блока 128 бит, представляющий 8-раундовую Сеть Фейстеля. Используется 64-битовая функция шифрования с восемью различными раундовыми ключами {\displaystyle K_{i},i=1\ldots n,n=8} по 128 бит, получаемыми из одного исходного ключа шифрования. Каждый раунд функция шифрования использует левую половину исходного текста (блока) и два 64-битных ключа, являющихся половинами соответствующего раундового, для получения 64-битного шифрованного текста. Полученная зашифрованная левая половина блока прибавляется к правой. Затем, согласно идее сети Фейстеля, левая и правая части блока меняются местами. Расшифровывание происходит так же как и шифрование с использованием раундовых ключей в обратном порядке. Длина исходного ключа шифрования не ограничивается тремя фиксированными размерами, предусмотренными конкурсом AES (128, 192 и 256 битов), и может быть переменного размера от 0 до 256 бит.

## Функция шифрования[2][4]
Вход: {\displaystyle X} — 64-битная левая половина исходного текста (блока); {\displaystyle K_{i}} — соответствующий раундовый ключ.
Выход: {\displaystyle Y} — 64-битная зашифрованная левая половина исходного текста.

### Этап 1: Вычисление
Раундовый ключ {\displaystyle K_{i}} делится на две половины: {\displaystyle A_{i}} и {\displaystyle B_{i}}. Далее производится следующее вычисление:
{\displaystyle Z=(A_{i}\cdot X+B_{i}\mod (2^{64}+13))\mod 2^{64}}

### Этап 2: «Запутывающая перестановка»
«Запутывающая перестановка» (Confusion Permutation) использует S-box, трансформирующий входные 6 бит в 32 бита с помощью таблицы замены RT (Далее считаем {\displaystyle RT()} функцией данного преобразования).
Пусть {\displaystyle Z_{l}} и {\displaystyle Z_{r}} — левая и правая части полученного {\displaystyle Z} по 32 бита каждая (обозначим это как {\displaystyle Z=Z_{l}|Z_{r}}), {\displaystyle KC} и {\displaystyle KD} — заданные константы длиной 32 и 64 бита соответственно, а {\displaystyle trunc_{n}()} — функция, оставляющая {\displaystyle n} крайних левых бит аргумента, тогда результат функции шифрования:
{\displaystyle Y=(Z_{r}\oplus RT(trunc_{6}(Z_{l})))|(Z_{l}\oplus KC)+KD\mod 2^{64}}

## Таблица поиска (S-box)
S-блок — основной компонент симметричных криптоалгоритмов, производящий замену n входных бит на m выходных по некоторой таблице поиска. Используется для максимального устранения зависимостей между ключом шифрования и шифротекстом, что позволяет выполнить свойство Шеннона о запутанности криптоалгоритма. Обычно используются S-блоки с фиксированной таблицей поиска (DES,Rijndael), но в некоторых криптоалгоритмах таблица поиска генерируется с использованием входного ключа шифрования (Blowfish,Twofish).
В DFC используется фиксированная таблица поиска RT, её значения будут описаны ниже. Необходимым критерием таблицы поиска является инъективность.

## Раундовые ключи[4]
Для повышения стойкости шифра каждый раунд функция шифрования использует разные раундовые ключи {\displaystyle K_{i}}. Для их получения используется основной ключ шифра {\displaystyle K}. Алгоритм получения состоит в следующем.

### Шаг 1
Сначала дополним основной ключ шифра {\displaystyle K} (длина которого колеблется от 0 до 256 бит) заданной константой {\displaystyle KS} длиной 256 бит, отрезая лишние символы.
{\displaystyle PK=trunc_{256}(K|KS)}.
Полученный {\displaystyle PK} разрезаем на 8 32-битных частей {\displaystyle PK_{i},i=1\ldots 8}.
{\displaystyle PK=PK_{1}|\ldots |PK_{8}}

### Шаг 2
Определим несколько вспомогательных переменных, используя полученные {\displaystyle PK_{i}}:
{\displaystyle OA_{1}=PK_{1}|PK_{8};}
{\displaystyle OB_{1}=PK_{5}|PK_{4};}
{\displaystyle EA_{1}=PK_{2}|PK_{7};}
{\displaystyle EB_{1}=PK_{6}|PK_{3};}
а также для i=2,3,4
{\displaystyle OA_{i}=OA_{1}\oplus KA_{i-1};}
{\displaystyle OB_{i}=OB_{1}\oplus KB_{i-1};}
{\displaystyle EA_{i}=EA_{1}\oplus KA_{i-1};}
{\displaystyle EB_{i}=EB_{1}\oplus KB_{i-1};}
где {\displaystyle KA_{1},KB_{1},KA_{2},KB_{2},KA_{3},KB_{3}} — заданные 64-битные константы.

### Шаг 3
Таким образом мы получили из исходного ключа {\displaystyle K} длиной 256 бит два ключа {\displaystyle OK(K),EK(K)} длиной по 512 бит каждый.
{\displaystyle OK(K)=OA_{1}|OB_{1}|\ldots |OA_{4}|OB_{4}}
{\displaystyle EK(K)=EA_{1}|EB_{1}|\ldots |EA_{4}|EB_{4}}
Пусть {\displaystyle Enc_{OK(K)}(),Enc_{EK(K)}()} — функции шифрования, описанные в пункте 2, только с 4 раундами вместо 8, использующие для {\displaystyle i}-го раунда {\displaystyle i=1\ldots 4} раундовые ключи {\displaystyle OA_{i}|OB_{i}} и {\displaystyle EA_{i}|EB_{i}} соответственно. Тогда полагая что {\displaystyle K_{0}=0|_{128}} получаем искомые раундовые ключи:
Если {\displaystyle i} — нечетное, то:
{\displaystyle K_{i}=Enc_{OK(K)}(K_{i-1})}
Если {\displaystyle i} — четное, то:
{\displaystyle K_{i}=Enc_{EK(K)}(K_{i-1})}
Раундовые ключи найдены.

## Фиксированные параметры[4]
Для проведения операции шифрования шифром DFC, как показано выше, требуются следующие фиксированные параметры:
| Наименование                                       | Длина (бит) | Назначение                        |
| -------------------------------------------------- | ----------- | --------------------------------- |
| {\displaystyle KD}                                 | 64          | Функция Шифрования, Этап 2        |
| {\displaystyle KC}                                 | 32          | Функция Шифрования, Этап 2        |
| {\displaystyle KA_{1},KA_{2},KA_{3}}               | 64          | Получение раундовых ключей, Шаг 2 |
| {\displaystyle KB_{1},KB_{2},KB_{3}}               | 64          | Получение раундовых ключей, Шаг 2 |
| {\displaystyle KS}                                 | 256         | Получение раундовых ключей, Шаг 1 |
| Таблица поиска {\displaystyle RT_{i},i=0\ldots 63} | 64x32       | Функция Шифрования, Этап 2        |

Для задания фиксированных параметров обычно используется шестнадцатеричная запись числа e:
e = 2.b7e151628aed2a6abf7158…
Далее будем считать {\displaystyle EC} только дробную часть шестнадцатеричной записи числа e.
{\displaystyle trunc_{2144}(EC)=RT_{0}|RT_{1}|RT_{2}|\ldots |RT_{63}|KC|KD}
{\displaystyle trunc_{640}(EC)=KA_{1}|KA_{2}|KA_{3}|KB_{1}|KB_{2}|KB_{3}|KS}
Таким образом получим следующее (данные представлены в шестнадцатеричной системе исчисления):
| Входная последовательность бит(6):    | 00       | 01       | 02       | 03       | 04       | 05       | 06       | 07       | 08       | 09       | 0A       | 0B       |          |          |          |
| Выходная последовательность бит (32): | b7e15162 | 8aed2a6a | bf715880 | 9cf4f3c7 | 62e7160f | 38b4da56 | a784d904 | 5190cfef | 324e7738 | 926cfbe5 | f4bf8d8d | 8c31d763 |          |          |          |
| 0C                                    | 0D       | 0E       | 0F       | 10       | 11       | 12       | 13       | 14       | 15       | 16       | 17       | 18       | 19       | 1A       | 1B       |
| da06c80a                              | bb1185eb | 4f7c7b57 | 57f59594 | 90cfd47d | 7c19bb42 | 158d9554 | f7b46bce | d55c4d79 | fd5f24d6 | 613c31c3 | 839a2ddf | 8a9a276b | cfbfa1c8 | 77c56284 | dab79cd4 |
| 1C                                    | 1D       | 1E       | 1F       | 20       | 21       | 22       | 23       | 24       | 25       | 26       | 27       | 28       | 29       | 2A       | 2B       |
| c2d3293d                              | 20e9e5ea | f02ac60a | cc93ed87 | 4422a52e | cb238fee | e5ab6add | 835fd1a0 | 753d0a8f | 78e537d2 | b95bb79d | 8dcaec64 | 2c1e9f23 | b829b5c2 | 780bf387 | 37df8bb3 |
| 2C                                    | 2D       | 2E       | 2F       | 30       | 31       | 32       | 33       | 34       | 35       | 36       | 37       | 38       | 39       | 3A       | 3B       |
| 00d01334                              | a0d0bd86 | 45cbfa73 | a6160ffe | 393c48cb | bbca060f | 0ff8ec6d | 31beb5cc | eed7f2f0 | bb088017 | 163bc60d | f45a0ecb | 1bcd289b | 06cbbfea | 21ad08e1 | 847f3f73 |
| 3C                                    | 3D       | 3E       | 3F       |          |          |          |          |          |          |          |          |          |          |          |          |
| 78d56ced                              | 94640d6e | f0d3d37b | e6700831 |          |          |          |          |          |          |          |          |          |          |          |          |
| ------------------------------------- | -------- | -------- | -------- | -------- | -------- | -------- | -------- | -------- | -------- | -------- | -------- | -------- | -------- | -------- | -------- |

Константы:
```
KD  = 86d1bf27 5b9b251d
KC  = eb64749a
KA
1
 = b7e15162 8aed2a6a
KA
2
 = bf715880 9cf4f3c7
KA
3
 = 62e7160f 38b4da56
KB
1
 = a784d904 5190cfef
KB
2
 = 324e7738 926cfbe5
KB
3
 = f4bf8d8d 8c31d763
KS  = da06c80a bb1185eb 4f7c7b57 57f59584 90cfd47d 7c19bb42 158d9554 f7b46bce
```

## Криптостойкость
Криптостойкость — способность алгоритма шифрования противостоять возможным атакам на него. Структура DFC основана на декорреляционном методе, разработанном Сержом Ваденэ, с доказуемой стойкостью к известным криптографическим атакам. Однако уже существуют аналитические результаты, показывающие обратное.

### Слабые ключи и константы[4]
Для удобства возьмем, что {\displaystyle LK_{i}} — левая половина i-го раундового ключа K, {\displaystyle RK_{i}} — правая половина. Если {\displaystyle RK_{i}} равна 0, то на выходе функции шифрования {\displaystyle Z_{K_{i}}\left(X\right)} будет некая константа, независящая от {\displaystyle X}. Следовательно, взяв {\displaystyle LK_{2}}, {\displaystyle LK_{4}}, {\displaystyle LK_{6}} равными 0, шифр становится уязвимым для distinguishing attack (более подробно о такой атаке с примером). Шанс появления таких ключей равен 2−192.
Следует отметить ещё одну особенность шифра, связанную с плохим выбором констант {\displaystyle KA_{i}} и {\displaystyle KB_{i}}. (см. «Раундовые ключи») Если {\displaystyle KA_{3}=KB_{3}=0}, {\displaystyle KA_{2}=KA_{4}}, {\displaystyle KB_{2}=KB_{4}}, то получим {\displaystyle OA_{1}=OA_{3}}, {\displaystyle OA_{2}=EA_{2}=0}, {\displaystyle OA_{2}=OA_{4}=0}. А значит
{\displaystyle Enc_{OK\left(K\right)}\left({X_{L}|X_{R}}\right)=X_{R}|X_{L}}
{\displaystyle Enc_{EK\left(K\right)}\left({X_{L}|X_{R}}\right)=X_{R}|X_{L}}
Таким образом получаем нулевые раундовые ключи для всех раундов, значит
{\displaystyle DFC_{K}(U|V)=(V\oplus C)|(U\oplus C)}, где {\displaystyle C} — некая константа.
По получившемуся закрытому тексту можно восстановить исходный текст.

### Атака по времени
Атака по времени — одна из разновидностей атаки по сторонним каналам. Реализации устойчивых шифров (DFC не исключение) должны быть такими, чтобы время вычисления операций по модулю (mod) не зависело от входных данных. В противном случае возможно применение атаки Кохера по времени.

### Атака «Photofinishing Attack»
Эли Бихам предложил эффективную технологию реалиции шифра, основанную на 1-битновом SIMD-микропроцессоре. Этот вид реализации не подвержен атаке Шамира «Photofinishing attack».